# Claudia Fontaine
Claudia Fontaine (26 de agosto de 1960 – 13 de marzo de 2018) fue una  cantante de coros inglesa nacida en Peckham, Londres.

## Carrera
Durante la década de 1980, Fontaine y su amiga Caron Wheeler, también cantante de coros, (a las que más tarde se sumó como tercer miembro Naomi Thompson) formaron un grupo conocido como Afrodiziak. Por otro lado apareció en el vídeo de  Wheeler's, "Back to Life (However Do You Want Me)", con Soul II Soul. 
Actuó con artistas como The Jam, Paul Weller, Elvis Costello and The Attractios, Marilyn, Madness, Neneh Cherry, The Specials, Heaven 17, Hothouse Flowers y Howard Jones. Fontaine cantó en el coro del éxito  Free Nelson Mandela del grupo The Special AKA. También fue la vocalista principal en The Beatmasters' en el sencillo de 1989, "Warm Love", incluido en su álbum de debut Anywayawanna.
Por otro lado cantó como vocalista principal  en la canción "Deeper Into Harmony" en el álbum de The Beatmasters de 1992, Life & Soul. Actuó en los coros  de la gira de Pink Floyd The Division Bell y en el DVD subsiguiente, así como en el CD P·U·L·S·E. Fontaine también hizo giras con Robbie Williams, y participó en los coros de su álbum Sing When You're Winning. Cantó en los coros para Joe Cocker en su concierto de 2002 en Londres, en el que actuó como guitarrista invitado Brian May.

## Muerte
Fontaine murió el 13 de marzo de 2018, a los 57 años.

## Filmografía
- P·U·L·S·E (1994)
- Showgirls (1995)
- David Gilmour en concierto (2002)
- Alfie (2004)

## Discografía
- "Beat Surrender" (sencillo) – The Jam  (1982)
- Punch the Clock - Elvis Costello & The Attractions (1983)
- Battle Hymns For Children Singing – Haysi Fantayzee (1983)
- In the Studio – The Specials (1984)
- How Men Are – Heaven 17 (1984)
- Dream into Action – Howard Jones (1985)
- Despite Straight Lines – Marilyn (1985)
- People – Hothouse Flowers (1988)
- "Warm Love" (single) – Beatmasters (1989)
- Bonafide – Maxi Priest (1990)
- Love: And a Million Other Things – Claudia Brücken (1991)
- Mothers Heaven – Texas (1991)
- Schubert Dip – EMF (1991)
- Play – Squeeze (1991)
- "Deeper into Harmony" – Beatmasters (1992)
- "Can't Do Both" – Funky Little Demons – The Wolfgang Press (1994)
- Pulse – Pink Floyd (1995)
- Frestonia – Aztec Camera (1995)
- Across from Midnight – Joe Cocker (1997)
- Jealous God – Nathan Larson (2001)
- Studio 150  - Paul Weller (2004)